# Chan X-Cail
Chan X-Cail är en ort i Mexiko.   Den ligger i kommunen Chichimilá och delstaten Yucatán, i den östra delen av landet, 1 200 km öster om huvudstaden Mexico City. Chan X-Cail ligger 28 meter över havet och antalet invånare är 576.
Terrängen runt Chan X-Cail är mycket platt. Runt Chan X-Cail är det mycket glesbefolkat, med 4 invånare per kvadratkilometer. Närmaste större samhälle är Chanchen Primero, 18,6 km öster om Chan X-Cail. I omgivningarna runt Chan X-Cail växer i huvudsak städsegrön lövskog.